# يحيى الغماري
يحيى الغماري ممثل سعودي.

## عن حياته
مواليد منطقة تبوك يعمل مدرس دين في منطقة تبوك عضو جمعية الثقافة والفنون بتبوك لمع نجمه في مسلسل طاش ماطاش.

## أعماله

### المسلسلات
- 1998. 2011 : مسلسل طاش ما طاش
- 2008 : مسلسل كلنا عيال قريه
- 2008 : مسلسل  المقطار
- 2009 : مسلسل أحلام رابح
- 2009 : مسلسل جمر الغضا
- 2010 : مسلسل وش وشة
- 2010. 2013 : مسلسل سكتم بكتم
- 2012. 2014 : مسلسل  كلام الناس.
- 2012 : مسلسل من الاخر.
- 2012 : مسلسل طالع نازل
- 2012 . 2014 : مسلسل همي همك
- 2013 : مسلسل هذا حنا
- 2014 : مسلسل خميس بن جمعة.
- 2015 : مسلسل سيلفي.
- 2016 : مسلسل مستر كاش
- 2018 : مسلسل بدون فلتر
- 2019 . 2022 : مسلسل العاصوف
- 2019 : مسلسل سوق الدماء
- 2019 : مسلسل سريع سريع
- 2019 . 2023 : مسلسل شباب البومب
- 2021 : مسلسل وش تبي بس
- 2022 : مسلسل سكة سفر
- 2023 : مسلسل طاش العودة

## روابط خارجية
- يحيى الغماري على موقع قاعدة بيانات الأفلام العربية